# 侍道2
『侍道2』（さむらいどう2、WAY OF THE SAMURAI 2）は、スパイクが2003年10月9日にPlayStation 2用に発売したゲームソフト。
制作は前作『侍』と同じくアクワイア。前作の続編的位置づけであるが時代背景は違う。舞台は前作の峠から町へと大きく広がり、登場する人物なども大幅に増加。侍としてどのように行動し何を守り、誰を斬るかはプレイヤーの自由であり、前作からの重要な要素は受け継がれている。2004年11月3日には、いくつかのバグ修正、新たな刀、対戦モードや台詞の追加、おまけなどの要素が新たに加わった『侍道2 決闘版』（廉価版）が発売された。さらに2009年9月3日にはPlayStation Portable (PSP) から新モードを追加した『侍道2ポータブル』が発売された。

## ゲーム内容
本作は前作より約20年さかのぼった江戸時代末期、異国との貿易により栄えている出島「天原（あまはら）」を舞台とする。プレイヤーはここに流れ着いた主人公の侍を操作して、8月21日から30日までの10日間（ストーリーによってはこれより短い）を過ごす。この町には三つの勢力（町人、奉行所、やくざ）があり、それぞれストーリーの柱となる設定を持っているが、どのようなシナリオが展開するかはプレイヤーの行動しだいである。
オープニングイベントが終わると全域のマップ（天原全図）が表示され、プレイヤーはこの画面を使って最初から複数に分かれたエリアのどこへでも自由に移動でき、クリアすることなく途中で天原を出て終了することも可能である。
各エリアに入ると画面上には現在の刻を表す花のマークと、主人公の体力・気力・刀の硬度を示すゲージが表示される。ゲーム内における一日の刻は「未明」「朝」「昼」「夕刻」「夜」に分けられ、エリア内で行動すると時間が経過する。刻が経過したことは花のマークの横にある芽のマークが点滅することで表され、エリアを出ると刻が終了してマークの花びらがひとつ消え、全部消えると次の日に移行する。「体力」は戦闘でダメージを受けたりすると減少し、ゼロになると死亡してゲームオーバーとなる。「気力」は刻が経過するたびにひとつ減り、尽きると気絶して丸一日が過ぎる。「硬度」は装備している刀の耐久力を示しており、酷使してゲージがいっぱいになるとひとつ減少し、なくなると刀が折れる（詳細は後述）。
ストーリーを進めるためのイベントは所定の日時に特定のエリア内に入ると自動的に発生し、終わると一刻が経過する。何もせずに過ごすことも可能だが、時間の概念によって最終的にはエンディング（もしくはゲームオーバーや中途退場）にたどり着き、プレイ内容の評価（侍度）が判定されて称号が与えられ、得点が加算される。得点の累計が増えるたびに、ゲーム内の隠し要素が解放されてゆく。

### 戦闘・刀
前作同様、本作でも刀を使って敵と戦い、倒した相手の落とした刀を拾って自分のものにできる。プレイ中に入手した刀は「刀蔵」に収められ、次回以降のプレイに持ち越せる。刀は前作からの「上段」「中段」「下段」「脇」「片手」「忍者」に、「居合」「二刀」を新たに加えた8種類の構えに分類される。体力が尽きゲームオーバーになると所持していた刀が失われるのは前作と同じだが、前作のように刀を失ったデータが自動的に上書きセーブされることはなく、セーブするかどうかは任意で選択できる。
プレイ開始時には難易度が設定でき、敵の強さとプレイ終了時の得点が変化する。最初は「やさしい」「ふつう」の2段階だが、得点の累計が一定値に達すると「むずかしい」「一撃死」が選択可能になる。「一撃死」は敵も操作キャラクターも刀で斬られると即死するモードで、そのぶんプレイ終了時の得点が全難易度中最高となる。また、難易度が高いほど、より強力な刀を入手できるようになる（「一撃死」は「ふつう」と同じ）。
戦闘における前作からの変更点として、刀の基本動作が大技と小技ではなく、縦斬りと横斬りに区別されるようになっている。このふたつは太刀筋の残像の色で見分けられ、防御時に方向キーを相手の動作にあわせて適切な方向に入力することで「捌き（さばき）」が成功して相手をよろめかせ、そのタイミングでボタンを入力すると威力の大きい攻撃を繰り出すことができる。雑魚キャラクターを相手にした集団戦の場合、捌きでよろめいた相手への攻撃が成功すると一撃で倒すことができ、ほかの相手は動揺して攻撃まえの予備動作が大きくなり、次の太刀筋を読みやすくなるため、時代劇の殺陣のように襲ってくる相手を次々と斬り伏せることが可能となる。一撃必殺の要素がなかった前作においては雑魚キャラクターを倒すのに時間がかかるという意見があり、アクションが不得意なユーザーにも爽快感を与えるために模索され実現したシステムである。なお、前作にあった敵の技を無効化する「あわせ」と「見切り」は廃止されている。
前作と同じく、入手した刀は町中にある「鍛冶屋」で強化できる。鍛冶屋では刀の攻撃力・防御力・硬度の強化、そして冠名付けをすることが可能。攻撃力・防御力は「質を上げる」ことで強化できる。ただし上げられる質の上限は刀ごとに決められており、それを越えると1回ごとに鍛えるのに失敗する確率が上昇してゆき、最悪の場合は刀が折れる。硬度とは、いわば刀の耐久力である。これが高いほど刀は折れにくくなり、戦闘で大技を連発したり、連続攻撃を防御しつづけることが可能になる。なお、硬度を強化しても質の数値は変化しないため、戦闘で下がっても何度でも強化しなおすことができる。冠名付けは本作からの新要素。刀の出来（攻撃力、防御力、刀の質、斬殺数、刀の名前など）を見てもらい、冠名を付けることで刀を強化できる。冠名の効果は純粋に攻撃力・防御力を上げるものから、強化できる回数を増やすものまで、さまざまなものがある。

### 各勢力との関わり
ゲームの舞台となる天原では、悪事を取り締まる「奉行所」と、やくざの「青門組（あおとぐみ）」が対立しており、そのあいだで「町人」たちが暮らしている。
プレイヤーはエリア内での自由行動中、これら各勢力から「仕事」を受けることができる。各勢力の本拠地付近には主人公に仕事を依頼する人物が立っており、話しかけて依頼を受ける。一刻が過ぎるまでのあいだに目的を達成し、これを依頼主に報告すれば仕事は成功となり、報酬として金を受け取れる。
各勢力には、「勢力度」「信頼度」というふたつの隠しパラメータがある。これはゲーム中にプレイヤーがさまざまな行動をすることによって変動する。
「勢力度」が高いほど、その勢力に属する人々が
町中に増え、仕事でもらえる報酬が増えたり、店での品物の数が増加したりする。数値が変動増減する条件としておもに「各勢力で任された仕事を成功させる」「施設で代金を払う」「各勢力に属する人々を殺す」などがある。
「信頼度」が高いほど、プレイヤーに対して親しく接するようになり、より報酬の高い仕事を任せられる。逆に低いほどプレイヤーへの反応は厳しくなり、町人勢力の場合は町なかの民に逃げられ、店の利用を拒否される。奉行所の信頼度が低いと同心や岡引が捕縛しようと襲い掛かってくる。ゲーム開始時点では各勢力とも同じ数値で、数値が変動増減する条件としておもに「各勢力で任された仕事を成功させる」「各勢力に属する人々に襲いかかる、目の前で抜刀する」「店で金を払わず逃げる」などがある。各勢力のイベントのうちいくつかは、この信頼度の状態によって見られなくなる可能性がある。

### 施設
前作はさびれた峠が舞台のため、主人公が金を払って利用できる施設は鍛冶屋くらいであったが、本作は町が舞台となるため新たに施設が追加され、上述の鍛冶屋のほかに「自宅」「店」「道場」が登場する。
本作では町なかにある長屋の一角が自宅となり、ここで休憩を取り時間を消費することで体力・気力を回復させられる。
各種アイテムは前作のように入手してすぐに消費するのではなく、所持して任意で使用するものとなっており、また、プレイヤーキャラクターに眼鏡や傘などの装飾品を付けられるようにもなっている。それらのアイテムは各所にある「道具屋」「八百屋」「小間物屋」などといった店で購入できる。ほかに、主人公の体力や気力をその場で回復する「食い処」「呑み処」「茶屋」や、自宅よりも多く体力と気力を回復できる「宿屋」、気力のみを回復できる「湯屋」も存在する。ストーリーに大きく関わる「遊郭」も金を払えば利用可能で、気力が大きく回復する代わりに体力が減る。店は「町人」勢力に属しており、勢力を上げれば新たなアイテムの追加や料金の値下げなどの特典が得られる。
道場は、本作における戦いの基本を教わることのできる初心者のための施設。ここでは道場師範や門下生により各アクションの方法を教わる。また、師範に直接勝負を仕掛けることもできる。師範は強敵だが、倒せば巻物や師範の刀を奪うこともできる。

## 侍道2ポータブル
2009年9月3日に発売された『侍道2』の移植版PSP専用ソフト。以下の点が変更されている。
- メモリースティックにデータをインストールすることにより、読み込み時間の短縮をすることが可能。
- 「武士の挑戦状」が追加、クリアしていくと使用できるモデリングが増える。
- 衣装と頭部がセットであったモデルも、分離され個別選択が可能になった。また、一部のモデルが使用不可能になった（子供姿など）。
- 鍛冶屋の精錬で、失敗して刀が折れたり能力が下がるなどのマイナス要素がなくなった。また、同じ刀を連続して鍛える項目が追加された。
- ×ボタンを押しているあいだ、イベントの早送りが可能。その間はボイスもカットされる。
- 「夕方」と「未明」の刻に、専用のマップデザインが追加された。
- 操作キャラクターの移動速度が少し速くなった。

## 携帯電話アプリ
2003年10月6日にiアプリおよびVアプリ向けとして『侍道』が配信された。アドベンチャーアプリと対戦アプリの2部構成で、利用料金は月額300円である。

## ストーリー
天原では、幕府がその利権を我がものにしようと狙っており、取り潰しの口実を与えぬよう些細な悪も厳しく取り締まらんとする「奉行所」と、先代組長亡きあと「素魔（そま）」と呼ばれる怪しげな薬を売り民から搾取せんとするならず者の集団と化した「青門組」が対立している。そして「町人」たちはそれらの攻防に振り回され辟易していた。その激動のさなかに流れ着き、空腹のあまり倒れた侍に、ひとりの少女がおにぎりを差し出すところから物語は始まる。
以降、プレイヤーの選択や行動により、ストーリーは複数のルートに分岐する。以下では、それぞれのルートにおけるグッドエンディングとされる結末に至るまでの流れを述べる。途中の進めかたによってはルートが消滅したり、異なるエンディングを迎えたりする。なお、6日目の「天原祭り」でルートが確定するが、それまでは複数のルートを同時に進めることもできる（奉行所ルートと青門組・かすみルートの両立は4日目以降不可）。

### さよルート
おにぎりを差し出した少女は天原の中心にある遊郭「天風（あまかぜ）」で下働きをしており、身寄りがなく言葉が不自由で、読み書きもできないために名前もわからず、「天風の名なしっ子」と呼ばれていた。町医者の弦庵から事情を聞いた主人公は、名なしっ子に文字を教えることを誓い、彼女を使っている花魁の舞風にみずからの誠意を証明し、約束を果たす。名なしっ子は教わった文字で自分の本名が「さよ」であることを伝え、主人公を慕うようになる。さよに誘われて天原祭りに赴いた主人公は、ひそかに祭りの見物に来ていた奉行と、その命を狙う青門組の抗争に巻き込まれ、そこからさよを守りきる。
しかし次の日、弦庵は素魔の原料を栽培していたことが発覚し、奉行所の同心に斬殺される。さよは商人より養子縁組の話を持ちかけられるが、そこへ青門組が急襲し、さよを連れ去ろうとする。さよは文字の練習のために弦庵が記した素魔の製法を書き写し、それをすべて記憶していたために身柄を狙われたのである。主人公は青門組の親分を倒し企みを打ち砕くが、今度は素魔に関わるすべてをこの世から葬り去ろうとする奉行所によってさよが連行される。主人公は単身で奉行所に乗り込み、囚われていたさよを救い出す。公儀を敵に回した主人公はひとり去ろうとするが、そのまえにさよが現れて同行を望み、ふたりはともに天原の地より旅立つ。
エンディングは上記のほかに、さよを守りきれずに死なせ、失意のままに天原を去るというものと、青門組から大金を受け取ってさよを見捨てるというものが存在し、このルートのエンディングは合わせて3種類となる。

### 奉行所ルート
天原奉行所を訪れた主人公は、同心の武藤郷四郎に幕府の密偵と疑われ、いきなり斬りかかられる。同じく同心の中村宗助による仲裁でその場は収まり、中村は主人公の強さを気に入って奉行所に勧誘する。郷四郎は奉行、黒羽三河守義隆の天原を守ろうとする意志に従っていかなる悪も見逃すまいとしていたが、幕府から目付役として派遣された不良同心、保野暮右衛門はみずからの立場を利用し、青門組と癒着して私腹を肥やしていた。
身分を隠して天原祭りの見物に出かけた黒羽が青門組の襲撃を受け、郷四郎たちは保野が情報を漏らしたと判断するが、立場上保野には手出しできず途方に暮れる。そこで中村は部外者である主人公が動くように仕向け、主人公は助太刀に入った郷四郎とともに保野を始末する。保野の話から、素魔の原料を栽培しているのが民に慕われる町医者であることを知った郷四郎は、大義のためにこれを斬殺する。そして黒羽は同心たちを揃えて青門組屋敷への討ち入りを行い、主人公とともに青門組勢力を一掃する。すべてが終わったあと、黒羽は幕府による取り潰しを避けるために混乱の責任を負い、主人公に介錯を頼んで切腹を遂げる。
ほかに、保野から金を受け取って奉行所を裏切り、天原を去るというエンディングも存在し、このルートのエンディングは全部で2種類となる。

### 青門組ルート
青門組屋敷を訪れた主人公は、組を支配する高沼の半左衛門に迎え入れられ、汚れ仕事に手を染めることになる。血に飢えた青門組の用心棒、陰沼京次郎は主人公に自分と同じものを感じ取り、異様なまでの関心を見せる。天原祭りの夜、半左衛門は不良同心の保野暮右衛門から奉行が祭りの見物に来ているという情報を得て、主人公と京次郎たちに暗殺を命じる。
奉行の暗殺に成功した翌日、主人公はその存在を邪魔に思った半左衛門の罠にはめられ、保野が率いる同心たちの襲撃を受ける。返り討ちにされ命乞いをする保野と手を組むことにした主人公は、自身の抹殺に現れた京次郎も味方につけ、襲名披露の場で孤立した半左衛門を亡き者にし、青門組の新たな支配者となる。
ほか、保野と京次郎を殺し、単身で半左衛門を倒して青門組を支配するというエンディングもあり、このルートのエンディングは2種類となる。

### かすみルート
青門組に入った主人公は、仁義を重んじた先代組長の娘、天原のかすみと知り合う。先代亡きあと組の実権を握った高沼の半左衛門が素魔を売りさばき、民を苦しめていることが許せないかすみは、強引な取り立てから民を救う行動をとった主人公を見直し、主人公も素魔に苦しむ者を懸命に励ますかすみの強さを見る。天原祭りの夜、半左衛門の依頼で奉行の暗殺に加わった主人公は、半左衛門を倒そうとして失敗したかすみの味方につくことを選ぶ。
主人公は、みずからの弱さを嘆くかすみの力となることを約束し、かすみも任侠の道を歩む覚悟を決め、堅気の女としての自分を主人公に捧げ、一夜をともにする。主人公はかすみとともに半左衛門を討って襲名披露を見届けると、かすみの命を狙う残党の陰沼京次郎を探し出して倒し、天原の地を去る。
青門組ルートから派生するかたちで選択できるルートである。エンディングはほかに、京次郎を見逃してかすみが殺害されるというものと、発見が遅れて、京次郎を倒すもかすみが息絶えるというものがあり、このルートは全部で3種類のエンディングが存在する。

### 無所属ルート
薬売りの九三郎による案内を受け、主人公は商人の紅屋角兵衛から高沼の半左衛門もしくは黒羽三河守義隆（これまでのゲームの進めかたにより、どちらか一方）の暗殺を依頼される。これを果たすと紅屋は、自分が幕府の密偵であることを明かす。主人公は紅屋の誘いに応じて幕府に仕えるか、断ってふたたび流浪の身となるかを選ぶことになる。
上記の全ルートが消滅するとこのルートとなる。紅屋の誘いに乗るかどうかでエンディングが2種類に分岐し、暗殺対象が半左衛門か黒羽かによっても変わるため、このルートのエンディングは合わせて4種類で、全ルートを合計したエンディングの数は14種類となる。

## 登場人物
掛け声などしかなかった前作とは異なり、本作におけるイベントの会話はフルボイスとなっている。前作の制作後半からフルボイスにしたいという意見があり、本作の制作にあたってこのことは即決であったという。
主人公
声：青木誠（若年）、加瀬康之（青年）、奥田啓人（壮年）、石田彰（中性）、水間真紀（女剣士）、伊藤亜矢子（女忍者）
前作の主人公同様に顔、服装が複数用意されており、それらを組み合わせて主人公の外見をあるていど自由に設定できる。女性も選択できるが、イベント上のやりとりは男性の場合と変わらず「男」と呼ばれ、湯屋も男湯にしか入れない。なお、フルボイスとなった本作でもイベントのデモムービーでは声を出さず、前作同様に戦闘時の掛け声や悲鳴のみである。
隠しコマンドを使えばゲーム中に登場する主人公以外の全キャラクターと、前作のキャラクターの一部も外見に選択できる。『決闘版』では、『侍』（もしくは『侍〜完全版〜』）や『サムライウエスタン 活劇侍道』のディスクを読み込むことで、さらに使用できるキャラクターが増える。

### 町人
天風の名なしっ子（あまかぜのななしっこ） / さよ
声：谷井あすか
本作のメインヒロイン。言葉が不自由で身寄りのない少女であり、行き倒れの主人公に自分のおにぎりをあたえる。天原の遊廓「天風」で下働きをしており、読み書きができず名前も伝えられないため「天風の名なしっ子」と呼ばれる。主人公に文字を教わった場合、「さよ」という本名を伝えられるようになる。もともと頭が良かったようで、主人公に文字を教わってからは弦庵も驚くほどに知識を身に着けていく。
舞風（まいかぜ）
声：児玉孝子
天風で一番の花魁。不幸な境遇にあっても気高い性格。身寄りのない名なしっ子に自分の力で生きるための仕事を与え、あえて厳しい態度で接しているが、本当は愛情深く見守っており、彼女の名前を知った際には大喜びする。
団八（だんぱち）
声：小上裕通
天風の用心棒で、雑事を担当している男。名なしっ子のよき理解者であり、事情通。愛刀は二刀構えの「金毘羅伐折羅（くびらばさら）」。
奈美・ファンバステン（なみ ファンバステン）
声：沢城みゆき
天風で人気のある金髪の花魁。その色香で男たちを意のままに動かし、青門組の半左衛門や不良同心の保野と通じて悪事に加担している。愛刀は脇構えの薙刀「蒼蓮華（そうれんか）」。
弦庵（げんあん）
声：伊丸岡篤
町外れで暮らしている町医者で、貧しい人々を治療し、支払いも余裕ができるまでの後払いを容認しているため、町民たちの絶大な人気と信頼を得ている。命を簡単に奪う侍を嫌い、当初は主人公にも敵意を向け、交流が無い場合は話しかけただけで蹴りを入れる程に忌み嫌うが、さよルートでは主人公にも一定の信頼を向けるようになる。しかし、実際には大勢の貧しい患者を救うためにもっとも必要なのは「金」と断じ、それを得るために素魔の原料となる花を栽培し、青門組に流している。もともとは麻酔の原料だったが、素魔を買う「金持ち」の犠牲を容認し、貧しい人々を救うために自身を無理に納得させてきた。天原奉行所の郷四郎も医者として尊敬していたが、その実情を知ると「背負うべき大義に押し潰された愚か者」と非難する。弦庵自身もかなりの葛藤を抱えていたようであり、さよルート、奉行所ルートではともに無抵抗のまま郷四郎に殺害される。さよルートでは今わの際に素魔原料が全て焼失したのかを主人公に確認してから息絶える。
千代（ちよ）
声：浜野ゆうき
弦庵の診療所で助手を担当している女性。面倒見がよい。
その正体は隠密「おぼろ」。天原祭りが終わると夜の町に現れ、主人公に襲いかかる。愛刀は忍者構えの「浮雲小太刀（うきぐものこだち）」。
九三郎（くさぶろう）
声：津川悟
薬売りの男。商売とは無関係なことに首を突っ込む性分。主人公のことを「旦那」と呼ぶ。
その正体は隠密。おぼろと同じく、夜に現れて主人公を抹殺しようとする。愛刀は忍者構えの「桜旋風（さくらつむじ）」。なお、殺害しても九三郎は無所属ルートの最終日に発生するイベントに登場する。
紅屋 角兵衛（べにや かくべえ）
声：吉野貴宏
天原でも有数の大商人。さよルートでは、さよを養子として引き取ろうとする。その正体は幕府の密偵で、無所属ルートでは主人公に天原の要人暗殺を依頼する。
堂島（どうじま）
声：伊丸岡篤
天原で唯一店を構える鍛冶屋。夜道を歩くのが日課。町人信頼度が低いときには主人公に襲い掛かる。また、彼の鍛冶屋で金を払わなかった場合でも襲われる（その際に「有り金を渡すから許して」を選択すると、驚いて迷う素振りを見せるが結局襲われる）。武器は二刀構えの鍛冶道具「此知ト重一（これともとしげかず）」。前作の鍛冶屋、堂島軍二と瓜ふたつだが、関係は不明。
黒生 鉄生（くろふ てっしょう）
声：秋元羊介
天原にある道場の師範。前作の黒生鉄心とよく似た風貌で、愛刀も前作で鉄心が所持する上段構えの「大黒生（おおくろなま）」。

### 天原奉行所
天原の東側に位置する場所にある。治安を守り住民たちにも信頼されていた奉行所だが、幕府の「お取り潰し」政策が始まって以来、それまでの性質が一変した。
黒羽 三河守 義隆（くろは みかわのかみ よしたか）
声：楠見尚己
天原の奉行。かつては天原で善政を敷き、民からも慕われていたが、幕府による取り潰しから天原を守ることに力を注ぎ、わずかな悪事にも厳格な対処をするようになった。そのため、町民たちからは失望に近い感情を向けられているが、奉行所の役人たちには敬愛されている。天原を守るために自身を含めたいかなる犠牲も支払う覚悟を決めているが、同時にそのために郷四郎に心ならず非道を行わせていることに罪悪感を抱いている。愛刀は脇構えの「義基（よしもと）」。
武藤 郷四郎（むとう ごうしろう）
声：くわはら利晃
正義感の強い天原の同心。黒羽奉行から厚い信頼を受けており、剣の実力は確か。かつて侍として道を見失ったときに黒羽奉行に、その道を示されたことがあり、多大な恩を感じている。奉行の方針には迷うことなく厳格に人々を取り締まり、当初は主人公にも敵意を剥き出しにする。奉行所ルートではその誠実かつ不器用な性格が描かれる。愛刀は中段構えの「朧月夜（おぼろづきよ）」。
中村 宗助（なかむら そうすけ）
声：鈴木正和
天原の同心。奇抜な格好や艶めかしい振る舞いを好む変わり者だが、実際は切れ者で剣の技量も高い。青門組員の噂では瞬時に三人を吹き飛ばしており、鬼とも形容されている。現在の奉行の方針には少し疑問を抱いており、主人公が奉行所の同心に絡まれた場合は助け船を出すこともある。何かと暴走しがちな郷四郎の抑え役を担うことが多い。特定の条件を満たすと登場する異人の剣客「エンリケ」の話では、斬り合いに喜びを見出す「狂犬」の資質がある人物であるとされる。愛刀は上段構えの「鬼包丁（おにぼうちょう）」。
保野 暮右衛門（やすの くれえもん）
声：加藤将之
幕府より天原奉行所に送り込まれた目付役の同心。権力を笠に着て横暴にふるまい、町民にも賄賂を要求する強欲な人物で、裏では青門組ともつながっている。奉行所の同心たちの多くにも忌み嫌われているが、保野に何かがあれば幕府による天原取り潰しの口実にされる恐れがあるため、手が出せない。武器は下段構えの鉤爪「虎猫爪（こびょうそう）」。

### 青門組
高沼の 半左衛門（たかぬまの はんざえもん）
声：清水敏孝
先代組長亡きあと、青門組の牛耳を執る男。冷酷な性格で、天原を暴力で支配しようとする。先代を殺め、任侠集団だった青門組を利己的な組織に豹変させた。そこで奉行所では天原全域に岡引や同心を配置し、警戒態勢を敷いていた。自身は手下たちの信望をあまり集めてはいない。身長が低いのを気にして高下駄を履いている。愛刀は居合構えの「斬鬼丸（ざんきまる）」。
陰沼 京次郎（かげぬま きょうじろう）
声：小池亜希子
青門組の用心棒。つねに血に飢え、斬り合うことに至上の快楽を見出しているために「狂犬」と呼ばれ恐れられる。女でありながら「京次郎」と名乗り、「お京さん」と呼ぶことは絶対に許さない。同じ「狂犬」の素養を感じた主人公に執着する。愛刀は片手構えの「美帝骨（びていこつ）」。
一吉（いちきち）・仁平（にへい）・三太（さんた）
声：櫛田泰道
青門組の構成員。顔に白粉を塗り、奇抜な衣装を着た三人組の小悪党。一吉は片手構えの中国刀「風来坊（ふうらいぼう）」、仁平は上段構えの鎚「十曼國（じゅうまんごく）」、三太は下段構えの刀「鷹眼剣（おうがんけん）」を武器とする。
天原の かすみ（あまはらの かすみ）
声：乾政子
本作のもう一人のメインヒロインであり、亡くなった青門組先代組長の娘。仁義をなくした現在の青門組の姿を嘆き、半左衛門に敵意を抱いている。愛刀は脇構えの「貫誠（かんせい）」。

## 関連書籍
- 『侍道2 公式ガイドブック 導きの書』エンターブレイン、2003年、ISBN 978-4757716223。
- 『侍道2  公式ガイドブック 極めの書』エンターブレイン、2003年、ISBN 978-4757716667。
- 『侍道2 公式ファンブック 〜天原草紙&読本〜』ソフトバンクパブリッシング、2003年、ISBN 978-4797325652。